# Саурська революція
Саурська революція (пушту د ثور انقلاب; дарі إنقلاب ثور, Соурська революція також відома як Квітнева революція, або Квітневий переворот) — події в Афганістані 27-28 квітня 1978 року (۷ ثور, букв. 7-й саур), результатом яких стало встановлення у країні марксистського прорадянського маріонеткового уряду. Річницю Саурської революції нині в Афганістані святкувати не прийнято, замість цього відзначається День перемоги афганського народу у джихаді (річниця усунення Наджибулли у 1992 році).
Наказ почати повстання віддав член НДПА Хафізулла Амін, який потім став важливою фігурою в революційному афганському уряді. На пресконференції в Нью-Йорку в червні 1978 Амін заявив, що ця подія не була державним переворотом, а радше «народною революцією», здійсненою «волею народу» проти уряду Дауда. Саурська революція включала важкі бої по всьому Афганістану, що призвело до загибелі 2000 військовослужбовців і цивільних разом; вона залишається важливою подією в історії Афганістану, оскільки воно поклало початок десятиліттям безперервного конфлікту в країні.

## Тло
За підтримки та сприяння політичної партії меншості Народно-демократичної партії Афганістану (НДПА) Мухаммед Дауд Хан прийшов до влади в результаті державного перевороту в Афганістані 1973, скинувши монархію, якою керував його двоюрідний брат, король Мухаммед Захір Шах, і заснував першу Республіку Афганістан. Відтоді надходили повідомлення про численні спроби державного перевороту проти уряду Дауда у вересні 1973, серпні 1974 та грудні 1976. За словами деяких лідерів НДПА, партія почала планувати можливу спробу державного перевороту ще в 1976.
Президент Дауд був переконаний, що тісніші зв'язки та військова підтримка з боку Радянського Союзу дозволять Афганістану взяти під контроль землі пуштунів на північному заході Пакистану. Однак Дауд, який нібито був відданий політиці неприєднання, занепокоївся через спроби Радянського Союзу диктувати зовнішню політику Афганістану, і відносини між двома країнами погіршилися.
Під світським урядом Дауда в НДПА розвинулися фракційність і суперництво, причому двома основними фракціями були Парчам і Хальк. 17 квітня 1978 був убитий відомий член Парчаму Мір Акбар Хайбер:771 Незважаючи на те, що уряд оприлюднив заяву, в якій висловив жаль з приводу вбивства та поклав відповідальність на Гульбуддіна Хекматіяра, Нур Мухаммед Таракі з НДПА заявив, що відповідальність несе уряд, переконання, яке розділяло більшість кабульської інтелігенції. Лідери НДПА, очевидно, побоювалися, що Дауд планує їх усунути.
Під час похоронних церемоній Хайбера стався протест проти уряду, і незабаром після цього більшість лідерів НДПА, включаючи Бабрака Кармаля, були заарештовані. Хафізулла Амін був поміщений під домашній арешт, що дало йому шанс віддати наказ про повстання, яке повільно спалахнувало більше двох років. Амін, не маючи повноважень, доручив офіцерам халькістської армії повалити уряд. КДБ, проінформований про переворот двома днями раніше від Мохаммеда Рафі та Саєда Мохаммада Гулабзоя, звинуватив іранський САВАК у тому, що він обманом спонукав прихильників НДПА почати повстання.

## Повстання

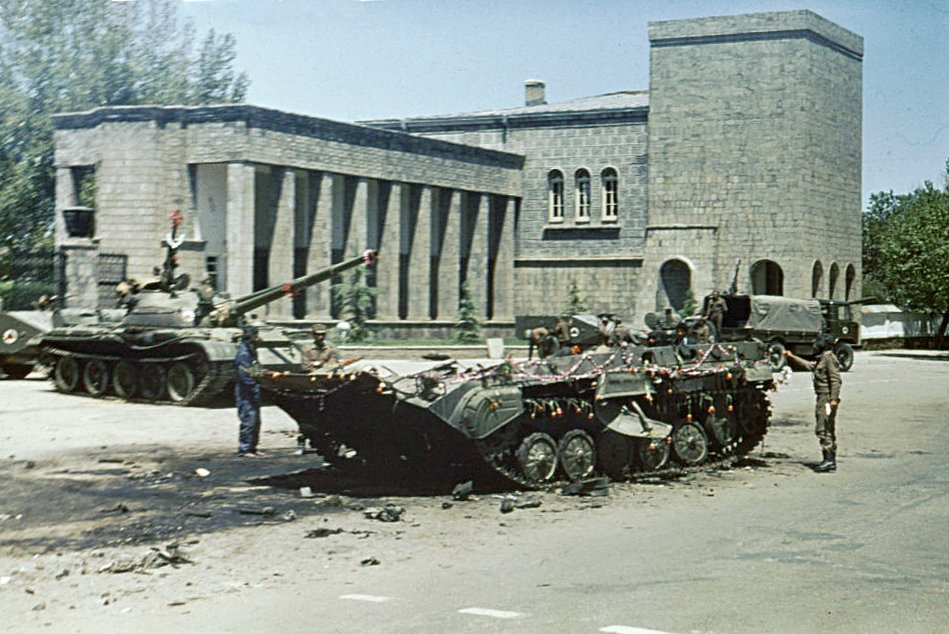
Перша БМП-1, знищена Президентською гвардією під час Саурської революції в Кабулі

Попередні кроки для перевороту були зроблені в квітні, коли командир танка під командуванням Дауда попередив про розвідку, яка передбачає напад на Кабул найближчим часом, зокрема 27 квітня. За рекомендацією командира, танки були розміщені навколо Аргу, президентського палацу. 27-го танки повернули гармати на палац. Командир танка, який звернувся з проханням, таємно перебіг на бік Хальк заздалегідь.
Щоб відвернути увагу уряду Республіки Афганістан, симпатики НДПА в Афганських збройних силах заклали зброю та вибухові речовини, що не підірвалися, у певних районах і направили сили безпеки до їхнього розташування, звинувачуючи в цьому ісламістські групи. Це було зроблено для того, щоб відволікти уряд від діяльності НДПА та переключити увагу уряду на ідеологічних ворогів лівих, що призвело до послаблення будь-яких ісламістських організацій в Афганістані.
Рано вранці в день перевороту Дауд щойно зібрався, коли один із співробітників його офісу повідомив йому про «бунт», який відбувався в одному з військових гарнізонів Кабула. Дауд поспішив до свого кабінету і попросив свого секретаря отримати номер телефону начальника штабу, що не вдалося зробити після десяти хвилин зусиль і додаткових спроб знайти номери інших військових начальників. Через хвилину телефон перестав працювати, бо 4-та та 15-та танкові бригади почали обстріл Аргу. 50 бронетехніки 4-ї танкової бригади увійшли в місто під наказом тодішнього старшого капітана Аслама Ватанджара, і в той же час Абдул Кадір взяв під свій контроль 322-й авіаполк, оснащений МіГ-21. Перша БМП-1, використана НДПА під час перевороту, була знищена Бригадою республіканської гвардії за допомогою РПГ-7 перед Арг.
За словами очевидця, першими ознаками майбутнього перевороту в Кабулі близько полудня 27 квітня були повідомлення про танкову колону, що прямувала до міста, дим невідомого походження біля Міністерства оборони та озброєних людей, деякі з них були у військової уніформі, охороняючи коло Аріани, головне перехрестя. Перші постріли було чутно біля Міністерства внутрішніх справ у центрі Кабулу, у районі Шахр-і-Нау, де поліцейські, ймовірно, зіткнулися з колоною танків, що наступала. Звідти бої поширилися на інші райони міста. Пізніше вдень перші винищувачі Су-7 прилетіли на низькій відстані та випустили ракети по Аргу в центрі міста. Рано ввечері на державному Радіо Афганістану було передано оголошення про те, що Хальк скидає уряд Дауда. Використання слова Khalq і його традиційна асоціація з комуністами в Афганістані показали, що НДПА керувала переворотом, а також те, що повстанці захопили радіостанцію. Президентська гвардія, присутня на Арг, також вважала, що воює проти ісламістів, а не НДПА.
Приблизно о 10:30 ранку ешелон танків рушив до штабу Повітряних сил Афганістану, спрямованний туди Назаром Мохаммадом і Саєдом Мохаммадом Гулабзоєм з бази жандармерії Повітряних сил, ведучи вогонь по штабу. Командир відділу безпеки міжнародного аеропорту Кабула 2-й лейтенант Хан Джан Макбал, якого застигли зненацька під час виконання аттана, поспішно зібрав підрозділ охорони, щоб відкрити вогонь по танках, оскільки екіпажі танків халькістів стріляли снарядами підрозділ, убивши Макбала, а ті члени підрозділу охорони, хто вижили розсіялися. Згодом екіпаж танка отримав контроль над штабом, беручи участь у несправедливих розстрілах офіцерів. Коли Абдул Кадір приземлився на аеродромі Баграм на вертольоті, Дауд Тарун також брав участь у неупереджених вбивствах офіцерів, які випадково опинилися на аеродромі, звинувачуючи їх у «протидії перевороту».
Коли опір зменшився, керівництво афганської армії — у складі міністра оборони Гулама Хайдара Расулі, бригадного генерала Абдула Алі Вардака та генерал-лейтенанта Абдула Азіза — залишило палац Таджбег, штаб 1-го Центрального корпусу, і сховалося в будинку садівника. який повідомил про їх місцезнаходження повстанцям НДПА. Вранці їх заарештували та стратили без належного судового розгляду у в'язниці Пулі-Чаркхі.
Нарешті, о 23:30 бронетехнічні підрозділи були направлені до Джелалабада для боротьби з лояльними офіцерами 11-ї дивізії афганської армії, які відмовилися прийняти переворот, при цьому кількість загиблих наблизилася до 1000 осіб. Зрештою командира 11-ї дивізії застрелили.

### Страта Дауда та чистки уряду
Повітряні атаки на палац посилилися близько опівночі, коли шість Су-7 завдали повторних ракетних ударів, освітлюючи місто. Наступного ранку, 28 квітня, в Кабулі було здебільшого тихо, хоча звук стрілянини все ще було чутно з південного боку міста. Коли жителі Кабула вийшли зі своїх домівок, вони зрозуміли, що повстанці повністю контролюють місто, і дізналися, що президента Дауда та його брата Наїма вбили рано вранці. Після дня боїв армійський лейтенант 444-ї бригади командос на ім'я Імамуддін увійшов до палацу з підрозділом солдатів, щоб заарештувати Дауда. Президент відмовився йти з ними і вистрілив у бійців з пістолета. У відповідь солдати вбили Дауда і Наїма. Крім того, були вбиті міністр оборони кабінету Дауда Гулам Хайдар Расулі, міністр внутрішніх справ Абдул Кадір Нурістані та віце-президент Саїд Абдулла.
Інші члени родини та близькі родичі Дауда, включно з жінками та дітьми, також були вбиті в президентському палаці, яких Дауд раніше наказав доставити до палацу з їхніх домівок у місті для їхньої безпеки, щойно йому повідомили про появу кризової ситуації в Кабулі на початку того дня. Одна з теорій також припускає, що Дауд Хан наказав своєму синові Ваїсу Дауду вбити свою дружину, дітей і сестру, щоб уникнути захоплення живим НДПА.
Переворот ознаменував кінець влади династії Баракзай після 152 років.
Вперше в історії Афганістану покінчено з останніми залишками монархії, тиранії, деспотизму та влади династії тирана Надер-хана, і вся влада держави перебуває в руках народу Афганістану.— 

## Підсумки
— Хафізулла Амін, процитовано 7 жовтня 1978
Формально в Афганістані було встановлено як державний устрій соціалізм, однак спроби нового керівництва, ігноруючи місцеву специфіку, форсованими способами реалізувати стратегію, скопійовану з СРСР, потягнули за собою виникнення опозиції урядові, для боротьби з якою було у подальшому введено контингент радянських військ.
За оцінкою міністра культури та інформації Афганістану Саїда Махдума Рахіна (2010), переворот 1978 року на кілька десятиліть зупинив процес розвитку демократії в країні.
У приватних розмовах Таракі розповів радянському послу Олександру Пузанову, що Афганістан піде по шляху марксизму-ленінізму. Радянський Союз був моделлю НДПА для модернізації Афганістану, а Таракі та Кармаль були радянськими агентами з 1950-х. Статут партії НДПА, який просочився у 1978, прямо згадував марксизм-ленінізм як майбутнє Афганістану, а наприкінці 1978 Амін оголосив Саурську революцію «продовженням Великої Жовтневої революції», не залишаючи жодних сумнівів щодо орієнтації НДПА.

## Репресії та наростання напруженості: 1978–1979
—Оголошення з радіопередачі халькістів після квітневого перевороту в Афганістані 1978

Після квітневого перевороту халькісти також запровадили жорстокі репресії, раніше невідомі в Афганістані. Керівник халькістів Таракі був жорстким леніністом, який виступав за проведення кампанії за моделлю більшовицького «червоного терору» з метою нав’язування марксистської політики в Афганістані. Під впливом практики російських більшовиків режим НДПА розпочав жорстокі репресії по всій країні; арешти, тортури та вбивства десятків тисяч людей, реалізація стратегії «вбивства населення до покори». Коли радянський дипломат Олександр Пужанов попросив його не вбивати двох бійців, пов'язаних з Парчамом, Таракі відповів: 
"Ленін учив нас бути нещадними до ворогів революції, і мільйони людей повинні бути знищені, щоб забезпечити перемогу Жовтневої Революції."
За словами журналіста та члена CNAS Роберта Д. Каплана, хоча Афганістан історично був надзвичайно бідним і слаборозвиненим, це була «цивілізована» країна, яка «ніколи не знала дуже сильних політичних репресій» до 1978 Політолог Барнет Рубін писав: «Хальк використовував масові арешти, тортури та таємні страти такого масштабу, якого Афганістан не бачив з часів Абдул-Рахман-хана, і, мабуть, навіть тоді».
Солдатський стукіт у двері посеред ночі, такий поширений у багатьох арабських і африканських країнах, був мало відомий в Афганістані, де центральному уряду просто не вистачало влади, щоб забезпечити виконання своєї волі за межами Кабула. Переворот Таракі все змінив. З квітня 1978 до радянського вторгнення в грудні 1979 афганські комуністи стратили 27 000 політичних в’язнів у розгалуженій в’язниці Пулі-Чаркхі в шести милях на схід від Кабула. Багато жертв були сільськими муллами та старостами, які перешкоджали модернізації та секуляризації інтенсивно релігійного афганського села. За західними стандартами, абстрактно це була рятівна ідея. Але це було здійснено в такий жорстокий спосіб, що насторожило навіть совєтів.— Robert D. Kaplan, Soldiers of God: With Islamic Warriors in Afghanistan and Pakistan, 
Каплан заявив, що саме Саурська революція та її сувора програма земельної реформи, а не радянське вторгнення в грудні 1979, «як припускає більшість людей на Заході», «розпалили» повстання моджахедів проти влади Кабула та спричинили втечу біженців до Пакистану. На думку вченого Жиля Дорронсоро, причиною повстань стало насильство з боку держави, а не її реформи. Комуністи жорстоко нав'язували політику НДПА в селах Афганістану, здійснюючи масові зґвалтування афганських жінок, вбиваючи священнослужителів і старост сіл, грабуючи будинки, викрадаючи продовольство та катуючи полонених.
Відповідно до афганського «списку вбитих»», перекладеного англійською прокуратурою Нідерландів, режим Хальк заарештував і стратив афганських громадян, звинувачених у тому, що вони були маоїстами, були членами афганського маоїстського руху Шола-е-Джавід, висловлювали підтримку Рухоллі Хомейні, купували зброю. і боєприпаси, будучи частиною Афганської соціал-демократичної партії (Афганська партія Меллат, яка була заборонена після Саурської революції, будучи частиною Сетам-e-Меллі, підживлюючи сектантство, розповсюджуючи памфлети, створюючи антиурядову пропаганду та дезертируючи з афганських збройних сил.
Злість і жорстокість кампанії червоного терору халькістів непокоїла радянський уряд, який намагався перетворити Афганістан на державу-сателіт Радянського Союзу під проводом Таракі. У відповідь на радянські розбіжності з радикалізмом Хальку Хафізулла Амін, генеральний секретар НДПА, заявив: «Товариш Сталін показав нам, як будувати соціалізм у відсталій країні».
Більшість громадян, які були захоплені режимом НДПА, були названі комуністами їхванітами, інші були ранніми членами моджахедів. Армійські офіцери, солдати та спецназівці, які брали участь у повстанні у Бала-Гіссар або мали зв’язок із ним, також були заарештовані або страчені Хальком. Одного громадянина Афганістану навіть заарештували за білий прапор із написом «Аллаху Акбар».
Інші були заарештовані/страчені за різні спроби перевороту, такі як змова  “Расула Джана”, змова “Дж. Майванда”, змова “14 Ассада 1358” та змова “22.7.1979”, які були зірвані Хальком. Деяким афганським громадянам вдалося уникнути страти завдяки клятві чи доказу своєї невинності. Хальк також стратив тих, кого звинувачували у шпигунстві на користь Пакистану.
Основним компонентом програми НДПА була конфіскація та розподіл землі; якому в сільській місцевості чинили шалений опір. Як тільки НДПА почала нав'язувати свою соціально-економічну програму, по всій місцевості спалахнули антикомуністичні повстання. У період з квітня 1978 до вбиства Таракі у жовтні 1979, халькісти вбили понад 50 000 афганців під час своєї кампанії «червоного терору». Протягом цього періоду понад 27 000 людей було вбито халькістським режимом лише у сумнозвісної тюрмі Пулі-Чаркхі. Серед загиблих під час кампанії були землевласники, релігійні священнослужителі, ісламісти, політичні дисиденти, інтелектуали, колишні чиновники Республіки Афганістан та будь-які ймовірні критики безжальної політики режиму НДПА.

## Збройний опір
Протягом місяців халькістський режим жорстоко нав’язував свою соціалістичну програму та жорстоко придушував опозицію, заарештувавши багатьох без звинувачень. Режим відчужував велику кількість людей, у тому числі лідерів племен і кланів, ісламістів, маоїстів, вчителів із західною освітою та традиційних релігійних лідерів, усі вони стали жертвами халькістів. Серед народу Афганістану розпалювалося невдоволення, і в жовтні 1978 в провінції Кунар почалися перші антиурядові повстання. Жорстокість режиму лише посилювалася, а наступного року було кілька повстань (особливо в Гераті), які залишили більшість провінцій країни під контролем партизан, Радянський Союз вторгся в Афганістан у грудні 1979, посилаючись на доктрину Брежнєва як основу свого військового вторгнення. Повстанські групи боролися з радянськими військами та урядом НДПА більше дев'яти років до остаточного виведення радянських військ з Афганістану в 1989.

## Сприйняття
Роберт Д. Каплан описав кампанію червоного терору халькістів як «перший випадок організованих загальнонаціональних репресій у сучасній історії Афганістану».